# Васкес Комесанья, Кевин
Ке́вин Ва́скес Комеса́нья (исп. Kevin Vázquez Comesaña; род. 23 марта 1993, Нигран, Испания) — испанский футболист, правый защитник.

## Клубная карьера
Васкес — воспитанник клуба «Сельта». В 2010 году для получения игровой практики Кевин начал выступать за дублирующий состав и провел в его составе более 100 матчей. 1 ноября 2018 года в поединке Кубка Испании против «Реал Сосьедада» Васкес дебютировал за основной состав. 26 ноября в матче против «Реал Сосьедада» он дебютировал в Ла Лиге. В 2018—2024 годах сыграл 68 матчей за «Сельту» в Ла Лиге.
В августе 2024 года перешёл в «Спортинг» (Хихон), играющий в Сегунде.